# Vít Brukner
Vít Brukner (* 1. května 1962 Praha) je český loutkoherec, divadelní režisér, muzikant, vysokoškolský pedagog a člen souboru Buchty a loutky. 

## Životopis
Narodil se v Praze a jeho otcem byl básník a překladatel Josef Brukner, který svým dětem nechával velkou volnost a k ničemu je nenutil. Ukazoval jim pouze spoustu možností a různé pohledy, kam mohou směřovat. Po absolvování Středního odborného učiliště polygrafického v roce 1981 začal pracovat jako reprodukční grafik ve státní tiskárně Praha. V letech 1980 až 1981 patřil k okruhu autorů vydávajících samizdatový sborník X (Desítka) a jako klávesista byl členem hudební skupiny Národní třída a poté Domácí kapely. Během práce nastoupil v roce 1982 na Gymnázium pro studující při zaměstnání a od roku 1984 pracoval jako noční hlídač v Náprstkově muzeu v Praze. Jelikož nechtěl jít na vojnu, hlásil se po absolvování gymnázia v roce 1986 na katedru loutkářství na DAMU. Zde se poprvé setkal s loutkovým divadlem a se svou budoucí ženou Zuzanou.
Po absolutoriu v roce 1990 obdržel o rok později nabídku od svého spolužáka Marka Bečky, zda by nechtěl nastoupit do nového souboru Buchty a loutky vznikajícího při Západočeském divadle v Chebu. S nabídkou souhlasil a stal se tak jeho zakládajícím členem. Jejich první inscenací v Chebu byly Císařovy nové šaty, které Vít režíroval. Po této inscenaci, která měla úspěch, následovaly další čtyři inscenace, a to především pro děti. Výrazným počinem pro ně bylo, když v roce 1992 uspěli na festivalu Skupova Plzeň s inscenací pro mládež a dospělé Tajemný cizinec. Po dvou a půl letech se přestěhovali do Kulturního domu Mlejn v Praze, odkud se v roce 2002 usadili do prostoru Švandova divadla na Smíchově.
V souboru dělal loutkoherce, a také režiséra. Zrežíroval například hry Tři malá prasátka, Andělíček Toníček, Koncert Josef K., Pomsta, Bouda Bondy, Popeláři jedou, Don Šajn nebo Hrůza v Brně. Kromě svých autorsko-režijních počinů s komponoval k řadě inscenací i hudbu. Jako hostující režisér zrežíroval inscenace nebo komponoval hudbu i pro další divadla. Když souborem Collegium Marianum nastudoval s Buchty a loutky tři hudebně-loutkové inscenace, režijně je vedl právě Vít. Na jeho popud vydaly Buchty a loutky i následně CD.
Mimo jiné se jako loutkoherec uplatnil i ve filmech. Jeho první spolupráce byla na filmu Strings od dánského režiséra Anderse Rønnow-Klarlunda, po němž následně přišel film Kuky se vrací. Kromě tvorby pro loutkové divadlo se příležitostně věnuje i psaní textů. Jeho básně jsou zastoupeny v antologii poezie druhé generace undergroundu U nás ve sklepě a pro rozhlas napsal minutovou hru Pohádka o neposlouchání. Vyučuje také na katedře alternativního a loutkového divadla Divadelní fakultě AMU.
Kromě ocenění na festivalech získaných se souborem Buchty a loutky obdržel i řadu dalších cen a nominací. V roce 2020 byl v širší nominaci na cenu Thálie v oboru loutkové divadlo za herecký výkon v inscenaci Paleček. Tu obdržel v roce 2024 společně s Markem Bečkou a Radkem Beranem za kolektivní herecký výkon v inscenaci Postradatelní v souboru Buchty a loutky.